# Arnold Williams
Arnold Williams, född 21 maj 1898 i Fillmore, Utah, död 25 maj 1970 i Rexburg, Idaho, var en amerikansk demokratisk politiker. Han var viceguvernör i delstaten Idaho från januari till november 1945. Han var Idahos guvernör 1945–1947.
Williams efterträdde 1945 Edwin Nelson som Idahos viceguvernör. Senare samma år efterträdde han Charles C. Gossett som guvernör och innehade ämbetet fram till slutet av Gossetts mandatperiod. År 1947 efterträddes Williams i guvernörsämbetet av C.A. Robins. Williams tjänstgjorde som delstatens statssekreterare 1959–1966. Han avled fyra år efter att ha lämnat statssekreterarämbetet. Williams gravsattes på Fielding Memorial Park i Idaho Falls.
John V. Evans, som tillträdde år 1977 som guvernör, var den första mormonen som vann ett guvernörsval i delstaten Idaho. Williams var den första mormonen som tjänstgjorde som Idahos guvernör men han valdes aldrig till ämbetet. Han hade valts till viceguvernörsämbetet då han tillträdde 1945 och följande år förlorade han guvernörsvalet. Även Evans hade tillträtt ämbetet från viceguvernörsposten utan att först vinna ett guvernörsval men var segerrik i guvernörsvalet 1978.